# نورما
نورما هي سلسلة متاجر ألمانية للسوبرماركت تأسست سنة 1964 بفورث.